# Варзейський ліс
Варзейський ліс або варзеа — це заплавний ліс Амазонії, що періодично затопляється в сезон дощів. До кінця 1970-х років визначення було менш чітким, і варзеа часто використовувалась для всіх періодично затоплюваних лісів Амазонії Окрім лісових територій варзеа також має луки.

## Опис

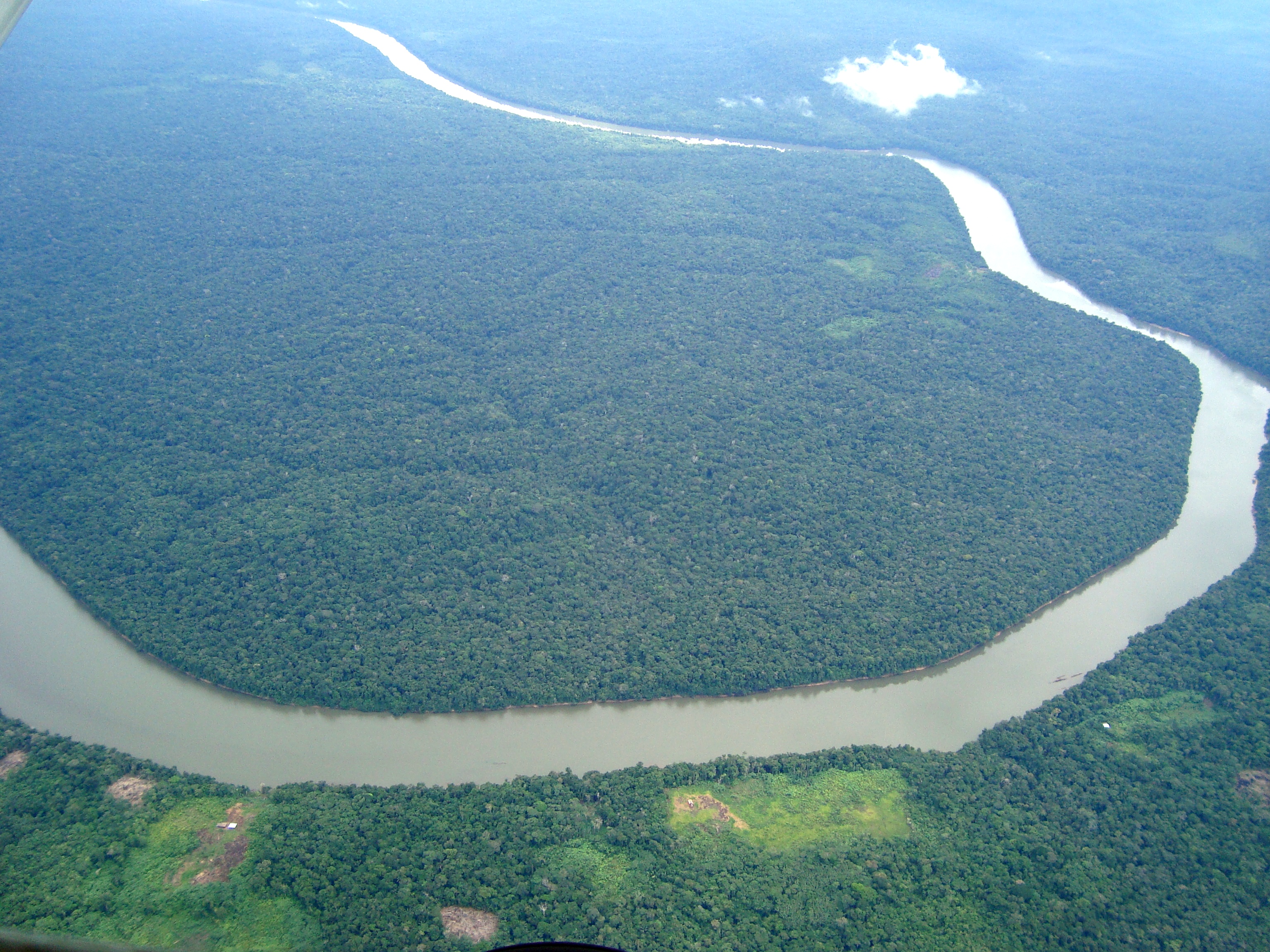
Річка в Амазонії

В басейні річки Амазонка та її приток існує велика річна кількість опадів, яка випадає переважно протягом сезону дощів. Через низинну плоску територію Амазонії велика кількість опадів повільно стікає до океану, тому це призводить до значного сезонного затоплення територій. Іноді рівень води може підійматися до 15 м.
Екорегіон Варзейський ліс охоплює територію верхньої течії Амазонки.
Варзейські ліси можна розділити на дві категорії: низькі та високі варзеа. Низькогірні варзейські ліси мають річний підйом води понад 3 м та період повені понад 50 днів на рік. Високогірні варзейські ліси мають середньорічний стовп води становить менше ніж 3 м та періоди повені менш як 50 днів на рік. Варзейські ліси затоплюються водами так званих «білих річок», які мають високий вміст мікроелементів та багаті на поживні речовини. Це відрізняє території варзеа від інших зон. Заплави білих річок Амазонії займають площу понад 300 000 км2, а варзеа охоплюють приблизно 180 000 км2 басейну Амазонки.

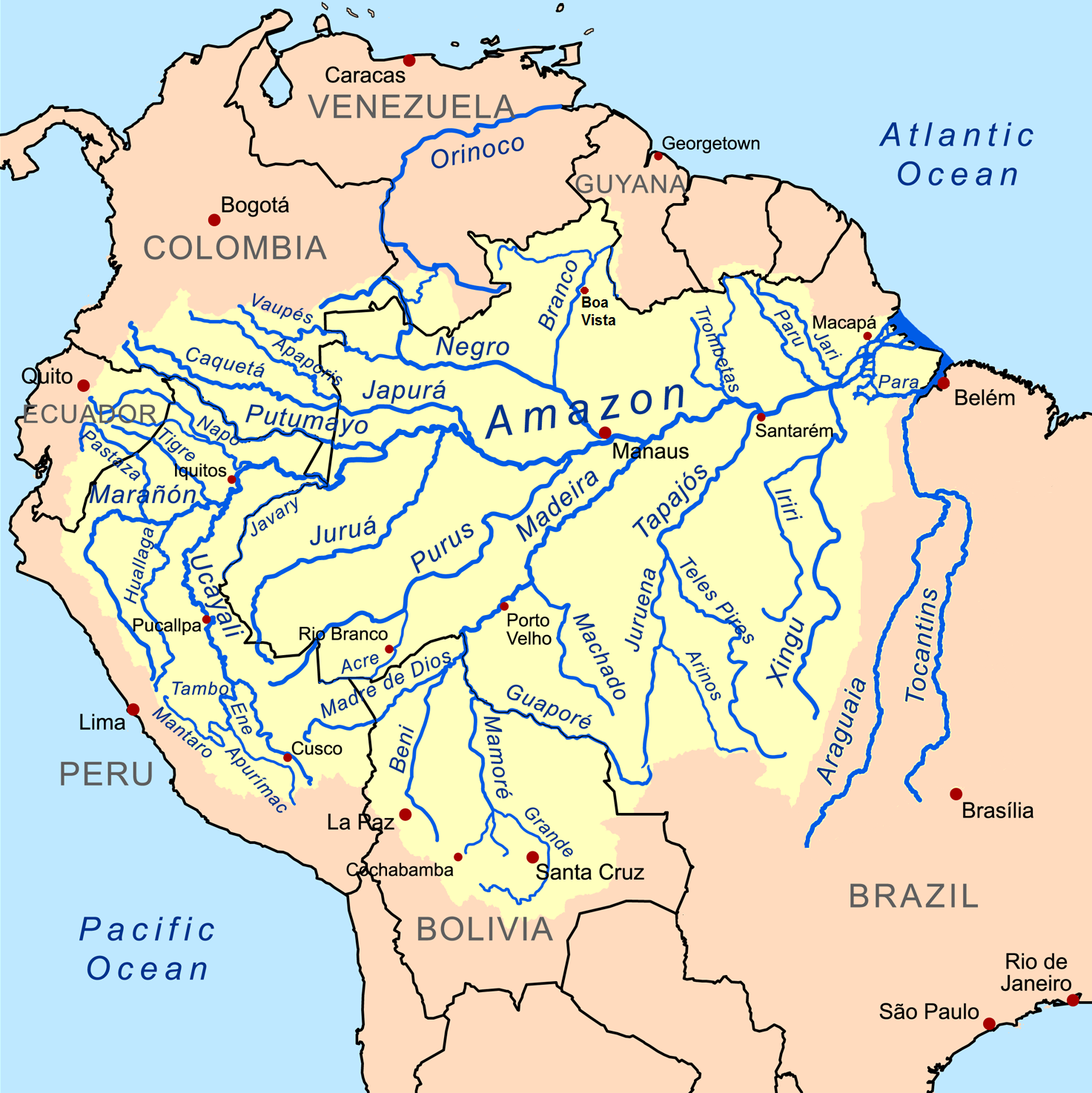
Басейн річки Амазонка

Територія варзеї має різноманітні природні комплекси: ліси, луки, заплавні озера, болота. Приблизно 75 % територій варзейських лісів складається з густих лісів.

## Видове багатство
Завдяки поновленню поживних речовин у ґрунті, спричиненому щорічним паводком водами, насиченими мінеральними елементами, ліси варзеа є одними з найбільш продуктивних районів Амазонії і служать важливим місцем існування та розмноження риб, птахів, ссавців і рептилій. Еволюція пристосувала період розмноження риби та інших водних організмів саме на період повені, коли на території зменшується кількість хижаків, які мігрують у більш сухі райони.
Амазонські ламантини (Trichechus inunguis) та річкові дельфіни (Inia geoffrensis) запливають до варзеа під час сезону повеней.
У варзеа кількість деревних видів нижча, ніж у незатоплених водою лісах. Бобові та молочайні рослини є двома найважливішими та найпоширенішими родинами як у високих, так і в низьких ареалах варзейських лісів.

## Ґрунти та сільське господарство
Через ґрунти та близькість до річок, які були зручними транспортними шляхами для місцевих жителів, варзеа історично заселялись, що призвело до найбільш густонаселеного середовища Амазонії.

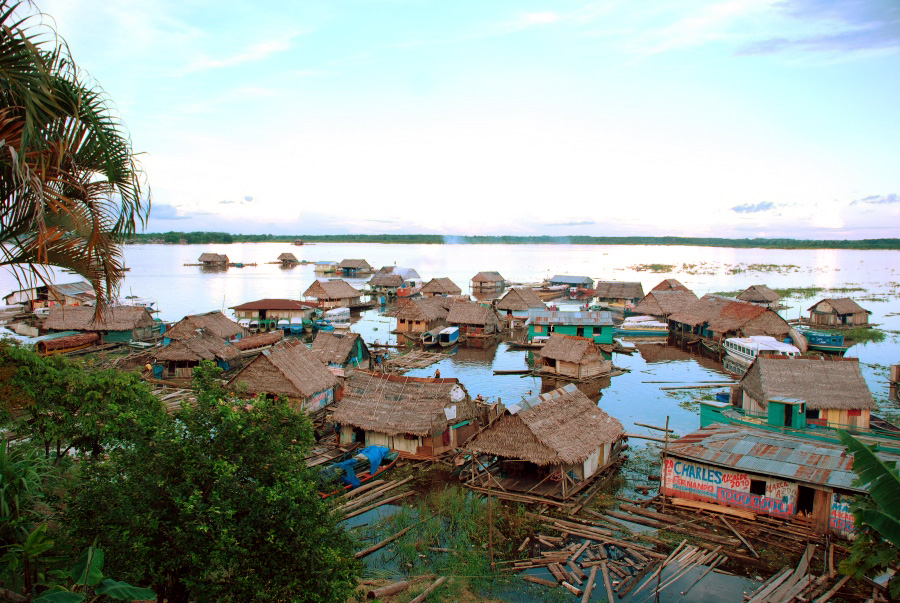
Плавуче село Ікітос

Загалом, ґрунти варзеї після затоплення білою водою отримають мікроелементи та стають більш родючими, але через два-три роки вирощування на них сільськогосподарських культур родючість ґрунту знижується. Тут вирощують рис, кукурудзу, боби, перець і банани. На природних пасовищах історично місцеві племена вирощували велику рогату худобу, і ця діяльність продовжується до теперішнього часу.

## Вплив людини

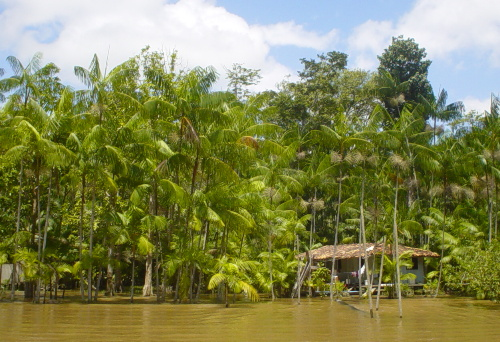
Сад пальми асаї

Одним з основних впливів, які люди мали на варзеа, є вирубка лісів для лісозаготівель і сільськогосподарських цілей. Крім того, завдяки родючим алювіальним ґрунтам у лісах варзеа дерева зазвичай ростуть швидше, ніж на більш сухих ділянках, а транспортувати колоди можна по річці. Спостереження виявило, що з 1976 по 1991 рр. ареал природних видів дерев у варзеа зменшився на 25 %, тоді як інші типи навколишніх місць існування, такі як пальмовий ліс або трав'янистий покрив, зросли.
Додатковим серйозним впливом людини на варзейські ліси є вирощування пальми асаї (Euterpe oleracea). В агролісах асаї інші види, що оточують пальму, зазвичай сильно обрізають, щоб вони не заважали росту пальм.
Вибіркове полювання в межах варзеї на рудого ревуна і мавпу-капуцина мало великий вплив на регенерацію фігових дерев, через те, що обидва види мавп є важливими розповсюджувачами насіння цих дерев.